# Oncidium trinasutum
Oncidium trinasutum är en orkidéart som beskrevs av Friedrich Fritz Wilhelm Ludwig Kraenzlin. Oncidium trinasutum ingår i släktet Oncidium och familjen orkidéer. Inga underarter finns listade i Catalogue of Life.